# Acmaeodera ceanothae
Acmaeodera ceanothae är en skalbaggsart som beskrevs av Nelson 1967. Acmaeodera ceanothae ingår i släktet Acmaeodera och familjen praktbaggar. Inga underarter finns listade i Catalogue of Life.